# 広島県立庄原実業高等学校
広島県立庄原実業高等学校（ひろしまけんりつしょうばらじつぎょうこうとうがっこう）は広島県庄原市西本町一丁目にある県立高校。

## 概要
特色
学科は農業に関係するもので構成されている。そのため庄原市内に実習用農園を所有している。
歴史
1908年（明治41年）に実業学校として創立。1948年（昭和23年）の学制改革により新制高等学校となる。数回の改編・改称を経て現校名になったのは1968年（昭和43年）。旧比婆郡全域にいくつか分校を開校していたが、過疎化が深刻な地域であり1987年（昭和62年）にはすべて廃止。2018年（平成30年）に創立110周年を迎える。
設置課程・学科
全日制課程 4学科
- 生物生産学科（園芸流通コース・動物生産コース）
- 食品工学科（食品製造コース・生物工学コース）
- 環境工学科 （生産環境コース・環境保全コース）
- 生活科学科 （生活文化コース・生活福祉コース）

校訓
「質実剛健」
校章・校歌

## 沿革
- 1908年（明治41年）- 「広島県比婆郡立庄原実業学校」として開校。
- 1923年（大正12年）4月1日 - 移管により「広島県立庄原実業学校」に改称。
- 1948年（昭和23年）5月3日 - 学制改革により、実業学校は廃止され、新制高等学校「広島県庄原高等学校」が発足。
  - 本校に農業科・被服別科と定時制課程を設置。
  - 本田分校（農業・生活）、口南分校（農業・生活）、定時制比和分校（農業・生活）を設置。
- 1949年（昭和24年）4月30日 - 高校三原則に基づく公立高等学校の再編が行われる。
  - 県立高校3校（庄原・格致・西城）が統合され、総合制の「広島県比婆西高等学校」が発足。
  - 普通科は旧格致高校校舎（西校舎）、農業科・畜産科・生活科は旧庄原高校校舎（東校舎）を使用。
- 1950年（昭和25年）3月 -  本校定時制、農業科・被服別科を廃止。
- 1952年（昭和27年）4月1日 - 西城分校が分離の上、西城高等学校として独立。
  - 定時制高野山分校を設置。
  - 口南分校の農業科を廃止し、普通科を設置。
  - 比和分校の生活科を廃止し、普通科を設置。
- 1954年（昭和29年）4月1日 - 林業科を設置の上、「広島県庄原高等学校」に改称。
- 1957年（昭和32年）4月1日 - 本校定時制、普通科を廃止し商業科を設置。
- 1961年（昭和36年）4月1日 - 分離により、総合制を解消。
  - 普通科は広島県庄原格致高等学校となる。2分校（高野山・口南）を所管。
  - 農業科・畜産科・林業科・生活科は「広島県庄原実業高等学校」となる。農業工業科、農業家庭科を増設。定時制商業科と2分校（本田・比和）を所管。
- 1962年（昭和37年）4月1日 - 比和分校を定時制から全日制へ移行。
- 1963年（昭和38年）4月1日 - 農産製造科を設置。農業家庭科の募集を停止し、生活科を設置。
- 1967年（昭和42年）4月 - 本校定時制の募集を停止。
- 1968年（昭和43年）10月1日 - 「広島県立庄原実業高等学校」（現校名）に改称（県の後に「立」が付される）。
- 1969年（昭和44年）4月 - 本田分校の募集を停止。
- 1970年（昭和45年）3月31日 - 本校定時制を廃止。
- 1972年（昭和47年）3月31日 - 本田分校を廃止。
- 1973年（昭和48年）4月1日 - 農産製造科を「食品製造科」に改称。
- 1984年（昭和59年）4月1日 - 比和分校の募集を停止。
- 1987年（昭和62年）3月31日 - 比和分校を廃止。
- 1992年（平成4年）4月1日 - 従来の6学科を改編し「生物生産学科・食品工学科・環境工学科・生活科学科」の4学科を新設。
- 2015年（平成27年）- 広島県内では初めて文部科学省よりスーパー・プロフェッショナル・ハイスクール（SPH）の指定を受ける（3年間）。

## 著名な出身者
- 田中茂樹（マラソン選手 第55回（1951年）ボストンマラソン優勝者）
- 大竹美喜（実業家 アメリカンファミリー生命保険会社(AFLAC)日本法人設立者、最高顧問）
- 湯川仁（哺乳類研究家）

## 交通
最寄りの鉄道駅
- JR西日本芸備線「備後庄原駅」

最寄りの幹線道路
- 国道183号（庄原バイパス）「庄原特別支援学校入口」交差点
- 中国自動車道 庄原IC

## 周辺
- 庄原簡易裁判所
- 庄原幼稚園
- 庄原保育所
- 庄原市立庄原小学校
- 庄原市立庄原中学校
- 広島県立庄原特別支援学校